# 10.5 (miniserie)
10.5 es una película estadounidense de catástrofes dirigida por John Lafia que estaba al aire como una televisión de miniseries. La película trata de una serie de terremotos catastróficos a lo largo de la Costa Oeste de los Estados Unidos, culminando en una 10.5 en la escala de Richter, que cambia la geografía del Sur de California. Fue estrenada el 2 y 3 de mayo de 2004 de los Estados Unidos.
10.5 fue muy criticada por críticos y geólogos, pero recibió muy respetables Nielsen Ratings, por lo que se hizo una secuela.

## Argumento

### Parte 1
La película empieza en la zona de Seattle, Estado de Washington. Un terremoto severo de magnitud de 7.9 la sacude y causa grandes destrozos. Allí, la Dra. Samantha Hill toma comando con la ayuda del Dr. Jordan Fisher. El Presidente Paul Hollister y el director de FEMA, llamado Roy Nolan, están informados sobre la situación y actúan correspondientemente, mientras la Gobernadora de California, Williams, decide ayudar al Gobernador de Washington.
Más tarde, un sismo de magnitud de 8.4 abre una grieta y traga un tren a 80 kilómetros al este de Redding, California. Como resultado, la Gobernadora Carla Williams declara la ley marcial en el estado. Mientras tanto su hija, Amanda Williams, y su esposo, Clark Williams, que están de camping, llegan a la ciudad de Browning, que ha sido enterrada por el terremoto. Deben por ello luchar para sobrevivir, ya que como consecuencia todo el lugar está lleno de arenas movidizas.
Roy Nolan, a causa de los dos terremotos, crea un equipo de geólogos y sismólogos, incluyendo a la Dra. Samantha Hill y el Dr. Jordan Fisher. La Dra. Samantha Hill menciona su teoría de la Falla Oculta como explicación por lo ocurrido, y con el tiempo le dan el permiso de probarlo. La Dra. Samantha Hill y el Dr. Jordan Fisher visitan el lugar, donde ven algunos animales muertos por monóxido de carbono envenenandose, y casi acaban envenenados ellos.
Viendo su teoría probada, de que los terremotos fueron causados por una falla oculta por debajo de los 700 km. y por ello imposible de localizar, ya que esas bolsas tienen una profundidad parecida, la Dra. Samantha Hill predice el siguiente terremoto cerca de San Francisco, California. Roy Nolan es escéptico y decide no evacuar. La predicción resulta ser cierta y San Francisco es destruida por un seísmo de magnitud de 9.2. Después de eso la Dra. Samantha Hill predice el siguiente terremoto en la falla de San Andrés, que debería destruir toda la Costa Oeste en su forma presente y matar también a 50 millones de personas que viven en la zona. Esta vez, Roy Nolan la apoya y hace callar a todos los demás escépticos. La Dra. Samantha Hill conjetura que ellos podrían "soldar" la falla a través de la aplicación de un inmenso calor, que podría ser solamente creado con bombas nucleares. 

### Parte 2
El Presidente Paul Hollister, después de alguna deliberación, sigue el consejo de Roy Nolan de ejecutar el plan de la Dra. Samantha Hill y permitir la colocación de las bombas nucleares. Adicionalmente, él también da la orden preventiva de evacuar toda la Costa Oeste y pone en marcha todos los recursos disponibles para ello.
Seis bombas nucleares son posicionadas. Cinco de las seis bombas nucleares son instaladas exitosamente, pero durante la instalación de la sexta bomba, un nuevo sismo ocurre y la bomba no puede ser instalada. Roy Nolan trata de ponerla manualmente, pero acaba atrapado.
Clark y Amanda Williams, tras poder dejar atrás Browning, encuentran un camión con supervivientes y son transportados a la ciudad de tiendas en Barstow, California, que tiene que ser levantado por los refugiados. En San Francisco, Carla Williams y su asistente Rachel están atrapadas debajo de una pared a causa del terremoto que ocurrió allí. Carla sobrevive y Rachel muere.
Decidiendo observar la sexta bomba como perdida, la Dra. Samantha Hill decide a continuar con el plan de soldar la falla y detona las primeras cinco. La sexta es activada en el último momento por Roy Nolan y detona, aunque no en el lugar preciso.
La operación parece tener éxito hasta que la Dra. Samantha Hill, preocupada sobre el sur de California a causa de la parcialmente fallada sexta detonación, observa un río que fluye al revés, y cae en la falla abierta. Resulta que la última bomba no estaba lo suficientemente profunda cuando explotó y el sur de California todavía está en peligro. Se da la instrucción de que la evacuación continue. Horas después el terremoto masivo ocurre, con una magnitud de 10,5. La costa oeste no desaparece, pero se forma en la costa suroccidental una isla a causa de la parcial desaparición de la costa en ese lugar.
La ciudad de tiendas en Barstow desaparece por ello en las aguas en la mayor parte, pero los Williams, la Dra. Samantha Hill y el Dr. Fisher sobreviven, mientras que el Presidente Hollister declara ante la nación su importancia para que nadie se olvide nunca del hecho de que la Tierra no es propiedad del ser humano.

## Reparto
| Personajes                 | Actores          | Doblaje en Hispanoamérica |
| -------------------------- | ---------------- | ------------------------- |
| Dra. Samantha Hill         | Kim Delaney      | Cony Madera               |
| Dr. Jordan Fisher          | David Cubitt     | René García               |
| Presidente Paul Hollister  | Beau Bridges     | Gabriel Pingarrón         |
| Roy Nolan                  | Fred Ward        | José Luis Orozco          |
| Gobernadora Carla Williams | Rebecca Jenkins  | Yolanda Vidal             |
| Clark Williams             | John Schneider   | Salvador Delgado          |
| Amanda Williams            | Kaley Cuoco      | Xóchitl Ugarte            |
| Sean Morris                | John Cassini     |                           |
| Daniel                     | Brian Markinson  |                           |
| Dr. Zach Nolan             | Ivan Sergei      | Óscar Flores              |
| Dr. Owen Hunter            | Dulé Hill        | José Gilberto Vilchis     |
| Jill Hunter                | Kim Hawthorne    | Laura Ayala               |
| Zoe Cameron                | Iris Graham      | Kala Falcón               |
| Rachel                     | Erin Karpluk     | Erica Edwards             |
| Calvin Hunter              | J.R. Messado     |                           |
| Tamika Hunter              | Teniel Messado   |                           |
| Donna                      | Allison Matthews | Rebeca Patiño             |

## Producción
La película fue rodada completamente en Vancouver, Canadá.

## Recepción
La producción tuvo una audiencia tan grande, que hubo por ello una secuela. La secuela se llamó Más allá del Apocalipsis (2006). En ella, bajo la tutela de Lafia, se repitió fórmula, pero a lo grande, ya que, además de los terremotos, se les suman dolinas, erupciones volcánicas y tsunamis.

## Premios
- Premios OFTA (2004): Una Nominación
- Premios Emmy (2004): Una Nominación
- Premios de Distinción (2005): Un Premio
- Premios Imagen (2005): Una Nominación